# Kirche Tützpatz

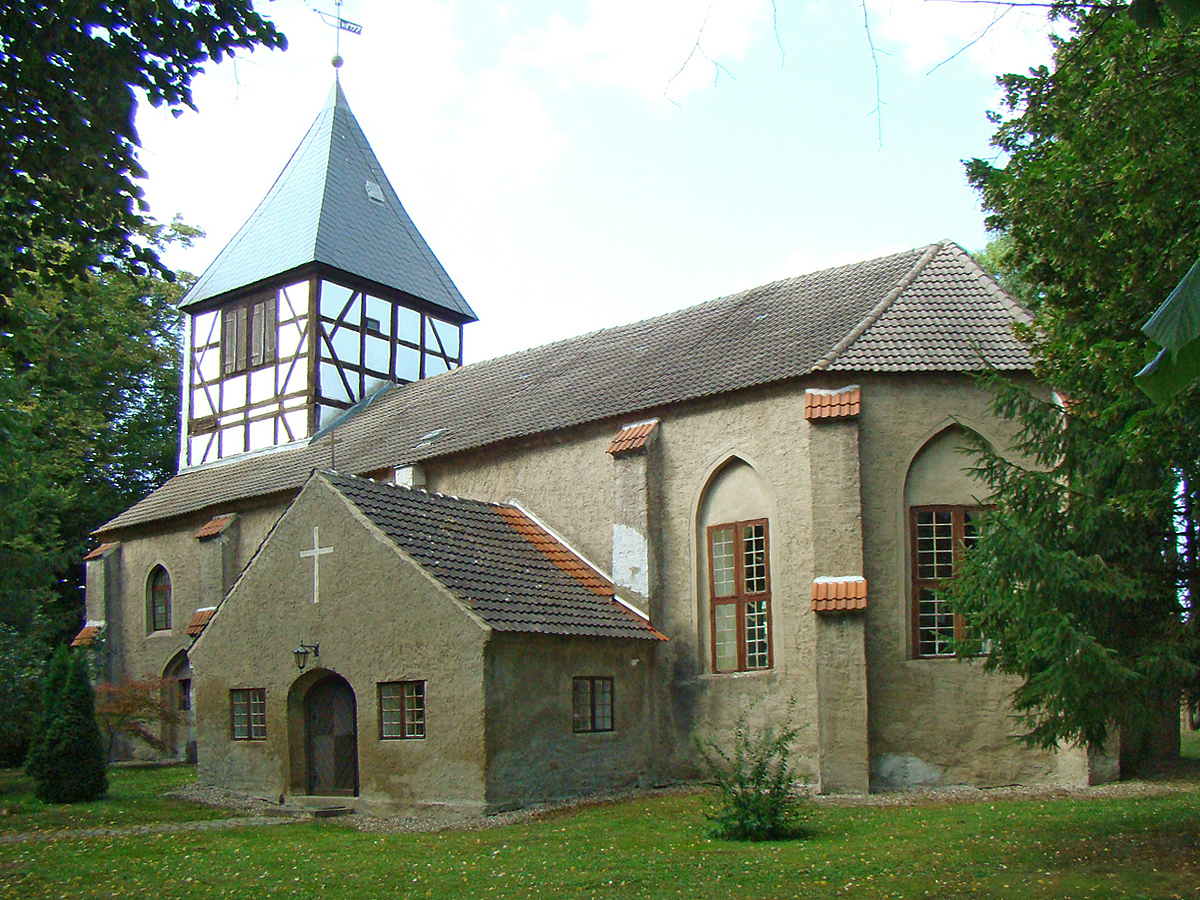
Kirche Tützpatz

Die Kirche Tützpatz ist ein Kirchengebäude in der Gemeinde Tützpatz im Landkreis Mecklenburgische Seenplatte. Sie gehört zur Kirchengemeinde Altenhagen-Gültz in der Propstei Demmin des Pommerschen Evangelischen Kirchenkreis.
Die aus Feld- und Backstein errichtete spätgotische Kirche stammt aus dem 15. Jahrhundert und ist heute verputzt. Das Kirchenschiff ist zweijochig mit annähernd quadratischem Grundriss. Der polygonal geschlossene Chor hat ein Sterngewölbe. Der zweigeschossige Anbau an der Nordseite des Schiffes ist etwas jünger. Der westliche Dachturm in Fachwerkbauweise wurde im 18. Jahrhundert errichtet.
Das Kirchengestühl und die Westempore stammen aus dem 18. Jahrhundert, der Kanzelaltar mit Schranken aus der zweiten Hälfte des 18. Jahrhunderts. Aus dem 16. Jahrhundert stammen wahrscheinlich das Kruzifix und zwei Schnitzfiguren, die Petrus und Johannes darstellen. In der Kirche befinden sich Epitaphe für A. A. vom Maltzahn († 1692) und A. H. von Maltzahn († 1742).
Die zweimanualige Orgel mit acht klingenden Registern wurde 1897 in der Werkstatt von Barnim Grüneberg in Stettin gefertigt.
Bis 1917 bestand das Geläut aus drei Glocken. Die älteste hatte eine unleserliche, wahrscheinlich mittelalterliche Inschrift. Die zweite war auf 1552 datiert. Die jüngste war 1612 bei Albrecht Huve in Stralsund gegossen worden. 1888 wurden die Glocken bei der Stettiner Glockengießerei Voss und Sohn umgegossen.